# هارتویگ بلایدیک
هارتویگ بلایدیک (آلمانی: Hartwig Bleidick؛ زادهٔ ۲۶ دسامبر ۱۹۴۴) بازیکن فوتبال اهل آلمان بود.
از باشگاه‌هایی که در آن بازی کرده‌است می‌توان به باشگاه فوتبال بروسیا مونشن‌گلادباخ اشاره کرد.
وی همچنین در تیم‌های ملی فوتبال زیر ۲۳ سال آلمان و آلمان بازی کرده‌است.